# Ana Hatherly
Pour les articles homonymes, voir Hatherly.
Ana Hatherly née le 8 mai 1929 à Porto, morte le 5 août 2015 à Lisbonne est une poétesse, écrivaine, cinéaste et artiste portugaise.
Elle est l'une des pionnières du mouvement de la littérature expérimentale au Portugal.

## Biographie
Née à Porto en 1929, Ana Hatherly est élevée par sa grand-mère maternelle. Elle part en Allemagne étudier la musique baroque, pour devenir chanteuse lyrique. Elle tombe malade, ce qui met fin à son projet de devenir cantatrice. Elle séjourne dans un sanatorium près de Genève, pendant un an. Sur les recommandations d'un psychologue, elle commence à écrire.
Elle obtient un diplôme en philologie germanique de l'Université de Lisbonne et un doctorat en études hispaniques de l'Université de Californie à Berkeley, Berkeley. Elle suit une formation en cinéma à la London Film School de Londres. Elle fait partie du Mouvement 57 (pt) et participe à la revue 57 (pt) de 1957 à 1962.
Ana Hatherly est professeure de sciences humaines et sociales à l'Université nouvelle de Lisbonne, où elle a fondé l'Institut d'études portugaises de l'université.
Elle enseigne le cinéma à l'École supérieure de théâtre et de cinéma à Lisbonne. Des copies de ses films sont conservés à la Fondation Calouste-Gulbenkian et aux archives  de la Cinémathèque portugaise.
Parallèlement, elle développe une carrière d'artiste visuel, avec un grand nombre d'expositions individuelles et collectives, au Portugal et à l'étranger.
Ana Hatherly commence sa carrière artistique dans les années 1960, date à laquelle elle déclare que l'écriture « n'a jamais été qu'une représentation : l'image ». Elle s'inspire de la calligraphie actuelle et ancestrale et des signes. Elle crée des œuvres que la Collection d'Art Moderne de la Fondation Calouste Gulbenkian nomme « écriture-image ».
Elle fait partie du Groupe Expérimentaliste Portugais et participe à plusieurs expositions, notamment en 1977 pour l'exposition Alternative Zéro . En 1992, la Fondation Calouste Gulbenkian présente une rétrospective qui présente trente ans de production. Ana Hatherly expose des peintures évocatrices de ses voyages, des néo-graffitis, ou encore un travail entre écriture et dessin, poésie et peinture.
Elle est membre du conseil d'administration de l'Association des écrivains portugais. Elle contribue à la fondation du PEN Club Portugais, qu'elle préside. Elle fait partie du groupe de poésie expérimentale dans les années 1960 et 1970. Elle fonde les revues Claro-Escuro et Incidênciasen afin de faire connaître la littérature portugaise.
Elle meurt le 5 août 2015, à l'âge de 86 ans.

## Publications

### Poésie
- Um Ritmo Perdido. Lisboa: Ed. Aut. (1958)
- As Aparências. Lisboa: Sociedade de Expansão Cultural (1959)
- A Dama e o Cavaleiro. Lisboa: Guimarães Editores (1960)
- Sigma. Lisboa: Ed. Aut. (1965)
- Estruturas Poéticas - Operação 2. Lisboa: Ed. Aut. (1967)
- Eros Frenético. Lisboa: Moraes Editores (1968)
- 39 Tisanas. Porto: Colecção Gémeos, 2 (1969)
- Anagramático. Lisboa: Moraes Editores (1970)
- 63 Tisanas: (40-102). Lisboa: Moraes Editores (1973)
- Poesia: 1958-1978. Prefácio de Lúcia Helena da Silva Pereira - Lisboa: Moraes Editores (1980)
- Ana Viva e Plurilida. in Joyciana (ob. colec.), Lisboa: &etc. (1982)
- O Cisne Intacto. Porto: Limiar (1983)
- A Cidade das Palavras. Lisboa: Quetzal (pt) (1988)
- Volúpsia. Lisboa: Quimera (1994)
- 351 Tisanas. Lisboa: Quimera (1997)
- Rilkeana. Apresentação de João Barrento (pt) e Elfriede Engelmayer (pt) - Lisboa: Assírio & Alvim (pt)
- Um Calculador de Improbabilidades. Lisboa: Quimera (2001)
- O Pavão Negro. Prefácios da Autora e de Paulo Cunha e Silva (pt), Lisboa: Assírio & Alvim
- Itinerários. Vila Nova de Famalicão: Edições Quasi (2003)
- Fibrilações. Edição bilingue. Tradução para castelhano de Perfecto E. Cuadrado, Lisboa: Quimera (2005)
- A Idade da Escrita e outros poemas. Antologia com org. e pról. de Floriano Martins, São Paulo: Escrituras (2005)
- 463 Tisanas. Prefácio da Autora, Lisboa: Quimera (2006)
- A Neo-Penélope. Lisboa: &etc. (2007)

### Prose
- O Mestre. Lisboa: Arcádia (1963). 2.ª edição: Prefácio de Maria Alzira Seixo (pt), Lisboa: Moraes Editores (1976). 3ª edição: Prefácios de Silvina Rodrigues Lopes et Simone Pinto Monteiro de Oliveira e posfácio da Autora, Lisboa: Quimera (1995). 1.ª edição brasileira: Prefácio de Nadiá Paulo Ferreira (pt), Rio de Janeiro: 7LETRAS (2006)
- No Restaurante. In Antologia do Conto Fantástico Português. Edições Afrodite de Fernando Ribeiro de Mello (1967). 2.ª edição: idem (1974). [3.ª edição]: Lisboa: Arte Mágica Editores (2003)
- Crónicas, Anacrónicas Quase-tisanas e outras Neo-prosas. Lisboa: Iniciativas Editoriais (1977)
- O Tacto. In Poética dos cinco sentidos. Lisboa: Livraria Bertrand (pt) (1979)
- Anacrusa: 68 sonhos. Lisboa: & Etc (Sonhos da Autora comentados por vários autores) (1983)
- Elles: um epistolado (com Alberto Pimenta). Lisboa: Editorial Escritor (1999)
- O Neo-Ali Babá. In Mea Libra - Revista do Centro Cultural do Alto Minho, n.º 14, Viana do Castelo (2004)

## Films
- Revolução, 1975
- Música Negativa, 1976
- Diga-me, O Que É A Ciência? - I, 1976
- Diga-me, O Que É A Ciência? - II, 1976
- Rotura, 1977

## Prix et distinctions
- 1978 - Décerné par l'Académie brésilienne de philologie de Rio de Janeiro, avec la médaille Oskar Nobiling [9]
- 1998 - prix SPA Essay, Société portugaise des auteurs [9]
- 1999 - Prix de poésie PEN Club Portugais, pour son livre Rikeana
- 2000 - Prix d'essai de l'Association des écrivains portugais avec le livre O Ladrão Cristalino [10]
- 2003 - Prix de poésie Evelyne Encelot, France [10]
- 2003 - Prix Hannibal Lucic, Croatie [9]
- 2003 - Prix de la critique, Association internationale des critiques littéraires, pour son livre Pavão Negro [8],[10]
- 2009 - Grand Officier de l'Ordre de l'Infant Dom Henri[11]
- 2012 - In memoriam, elle a reçu le prix Femina du mérite littéraire [12]